# Vincenzo Galilei

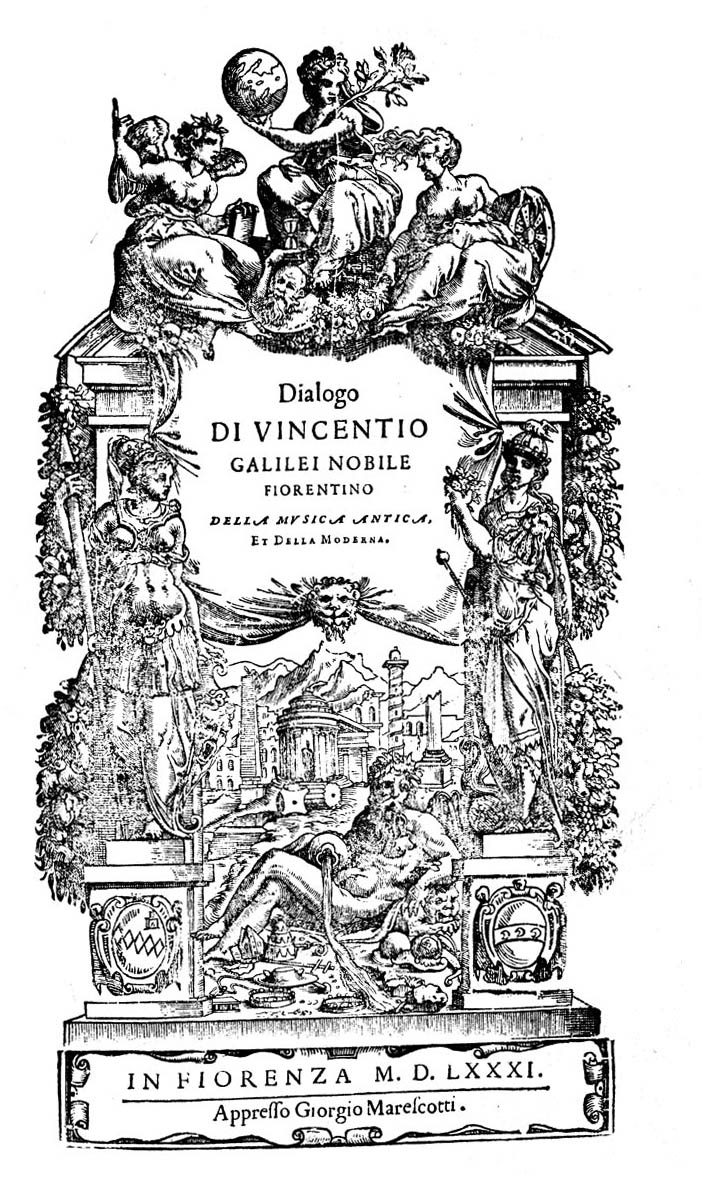
Della musica antica et della moderna, 1581.

Vincenzo Galilei, född 3 april 1520 i Santa Maria a Monte, död 2 juli 1591 i Florens, var en italiensk musiker (lutenist), kompositör, musikteoretiker och musikpedagog. Han var far till den berömde astronomen Galileo Galilei.
Vincenzo Galilei var en inflytelserik och uppskattad personlighet i musikvärlden under den sena renässansen och betydelsefull bidragsgivare till den musikaliska revolutionen som markerar gränsen till barocken.
Galilei var en skicklig lutenist och redan som ung uppmärksammades han av inflytelserika och välkända mecenater. I Venedig mötte han Gioseffo Zarlino, 1500-talets viktigaste musikteoretiker. Vincenzo fascinerades stort av Zarlinos syn på musiken och han studerade för honom fram till 1565 och ställde även samman ett kompendium över hans teorier. Senare blev han intresserad av försöken att återuppliva antikens musik och drama när han träffade den florentinska cameratan (en grupp poeter, musiker, adelsmän och intellektuella ledda av greve Giovanni de' Bardi) och även Girolamo Mei, tidens störste kännare av antikens musik. Efter kontakten med Mei försvann Galileis förtjusning över Zarlino och mot slutet av 1570-talet uppstod en dispyt mellan läraren och den före detta eleven.
Någon gång under 1570-talet började även Galileis musikteoretiska arbeten och hans kompositioner söka sig i denna riktning. Några av hans viktigaste teoretiska bidrag behandlar användningen av dissonsans och konsonans. Till skillnad från samtida musikteoretiker, inklusive sin lärare Zarlino, som ansåg att musiken skall utformas utifrån regler baserade på matematiska modeller om konsonans och dissonans ansåg Vincenzo att det primära istället var textens känsloinnehåll. Praktiskt innebar detta att han tillät övergående dissonanser "om sången flyter mjukt" såväl som taktfast dissonans som till exempel i förhållning, vilket han kallade för "essentiell dissonans". Han förespråkade att texten skulle vara herre över musiken på ett genomgripande sätt och gick till frontalangrepp mot den yttre madrigalism som förekom.
Galilei gjorde även betydande upptäckter inom akustiken, speciellt i experiment som involverade vibrerande strängar och luftpelare. Det är möjligt han var den förste som upptäckte en icke-linjär fysiklag då han fastställde förhållandet mellan spänningen av en sträng och dess vibrationsfrekvens.
Vincenzo Galileis efterlämnade som musikaliskt arv två madrigalböcker och musik för luta samt en ansenlig mängd musik för sång och luta; denna senare kategori anses vara hans mest betydelsefulla bidrag eftersom det föregrep den tidiga barockstilen. Flera forskare anser att genom att leda sin son i en riktning bort från abstrakt, teoretisk matematik och mot ett mer experimentellt tänkande hade han indirekt en avgörande betydelse för vetenskapshistorien. 
Bland hans verk märks ett antal stycken för luta (1563), två madrigalsamlingar (1574 och 1587), tonsättningar av Dantes Divina commedia och Jeremias klagosånger, samt verket Dialogo della musica antica e della moderna (1581), där han jämför grekernas musik med den samtida.